# Politik Somalilands
Die Politik Somalilands hat sich weitgehend getrennt von der Politik des übrigen Somalia entwickelt, seit sich der Norden Somalias 1991 als Somaliland einseitig für unabhängig erklärte.
So blieb Somaliland im Vergleich zum Süden und Zentrum Somalias – wo der somalische Bürgerkrieg seit 1991 andauert – politisch stabil, abgesehen von Gebietsstreitigkeiten mit der angrenzenden autonomen somalischen Region Puntland. Es ist eine Präsidialrepublik mit Zwei-Kammern-Parlament. Das politische System, das zunächst auf den traditionellen Ältestenräten der Clans basierte, wurde mit der 2001 angenommenen Verfassung in ein System mit drei politischen Parteien und allgemeinen Wahlen umgewandelt. Seither wurden 2002 Kommunalwahlen, 2003 und 2010 Präsidentschaftswahlen und 2005 Parlamentswahlen durchgeführt. Meist wird Somaliland als (im Übergang zur) Demokratie bezeichnet, Kritiker haben den bisherigen Regierungen aber auch autoritäre Tendenzen und Verletzungen politischer Rechte vorgeworfen. Zentrales Thema von Somalilands Außenpolitik ist das Bemühen um eine internationale Anerkennung seiner de facto bestehenden Unabhängigkeit.

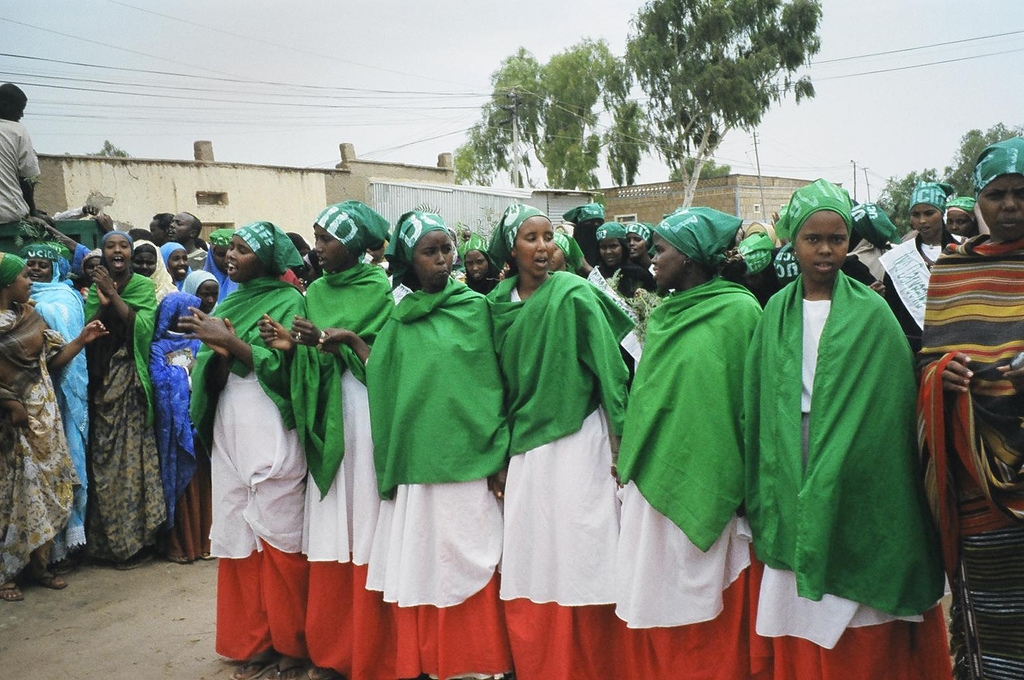
Unterstützerinnen der UCID-Partei, gekleidet in den Farben der Flagge Somalilands, an einer Kundgebung im Vorfeld der Parlamentswahlen 2005

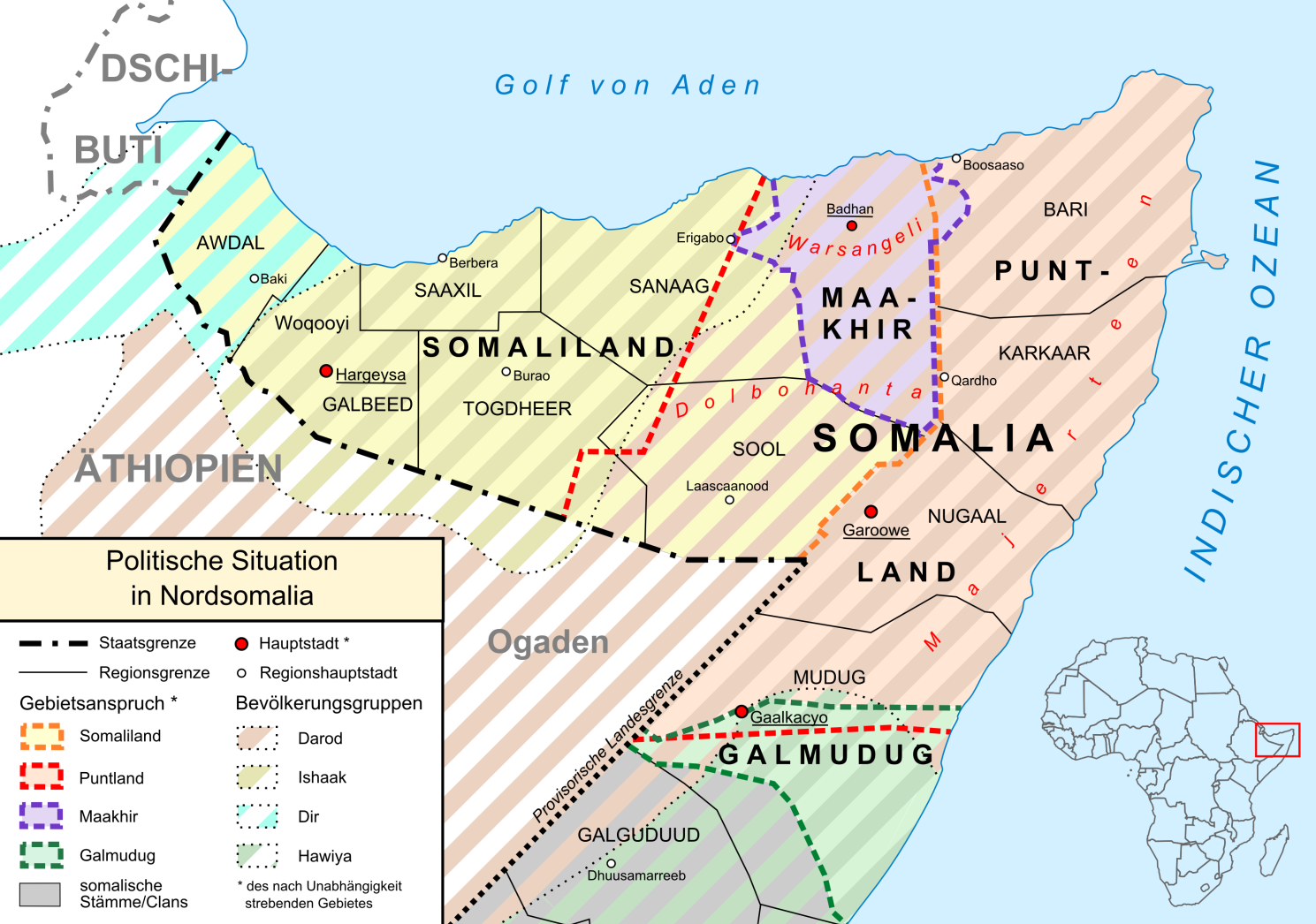
Karte von Somaliland und Umgebung mit Clans, Verwaltungsregionen und Gebietsansprüchen

## Geschichte
Das hauptsächlich vom Somali-Clan der Isaaq, daneben auch von Dir und Darod bewohnte Gebiet des heutigen Nordsomalia/Somaliland wurde 1884 als Britisch-Somaliland kolonisiert. Am 26. Juni 1960 wurde es in die Unabhängigkeit entlassen, um sich am darauffolgenden 1. Juli mit dem ehemaligen Italienisch-Somaliland zu Somalia mit Mogadischu als Hauptstadt zu vereinigen. Grund für den Zusammenschluss waren Bestrebungen zur Einigung aller Somali in einem Staat, nachdem dieses Volk durch die Kolonialisierung auf mehrere Staaten verteilt worden war. Allerdings fühlten sich bald viele Bewohner des Gebietes im Gesamtgebilde Somalia marginalisiert und unterdrückt, die nationale Integration bereitete Schwierigkeiten. Nachdem 1969 Siad Barre die Macht ergriffen und eine autoritäre Regierung errichtet hatte, gründeten Isaaq im Exil 1981 die Rebellenbewegung Somali National Movement (SNM), die in Nordsomalia einen bewaffneten Kampf gegen die Regierung begann. Letztere reagierte mit Repressionsmaßnahmen, die in der Bombardierung der Städte Burao und Hargeysa 1988 gipfelten. Dabei wurden Zehntausende getötet und Hunderttausende innerhalb Somalias oder in das Nachbarland Äthiopien vertrieben. Die Minderheitenclans der Gadabursi-Dir und der Dolbohanta-Darod unterstützten zum Teil die Regierung gegen die SNM. 1991 gelang verschiedenen südsomalischen Rebellenbewegungen die Entmachtung Barres, aber Konflikte zwischen Clans und Kriegsherren verhinderten die Bildung einer Nachfolgeregierung. Der somalische Bürgerkrieg hält seither in Süd- und Zentralsomalia an.
Die SNM initiierte derweil einen Versöhnungsprozess der nordsomalischen Clans und griff hierzu auf traditionelle Mechanismen der Friedensstiftung zurück. Auf einer Versammlung von Clan-Ältesten unter Federführung der SNM in Burao wurde 1991 die einseitige Unabhängigkeitserklärung Somalilands beschlossen. Dieser Schritt war von der SNM-Führung ursprünglich nicht vorgesehen und erfolgte auf Druck der Öffentlichkeit, die aufgrund der Kriegserfahrungen die Einheit mit Süd- und Zentralsomalia mehrheitlich ablehnte. Zusammen mit der Unabhängigkeitserklärung wurde eine „Nationale Charta“ verabschiedet, der zufolge die SNM für die nächsten zwei Jahre die Regierungsgewalt ausüben sollte. Anschließend sollte eine neue Verfassung ausgearbeitet werden, unter der die Macht an eine gewählte Regierung übergehen würde. SNM-Führer Abd-ar-Rahman Ahmad Ali Tur wurde erster Präsident. Die SNM zerfiel jedoch bald darauf in einander bekämpfende Faktionen, und wie im übrigen Somalia kam es zu Clan-Konflikten, bis 1992 ein Waffenstillstandsabkommen unterzeichnet wurde. Auf einer erneuten Konferenz in Boorama 1993 wurden eine neue Nationale Charta und ein Friedensabkommen verabschiedet, und die SNM übergab die Macht an eine zivile Regierung mit Zwei-Kammern-Parlament unter Präsident Mohammed Haji Ibrahim Egal. 1994–1996 flammten erneut Auseinandersetzungen auf. Angehörige des Dir-Clans in der westlichen Region Awdal, die Somalilands Autorität nicht anerkennen wollten, riefen 1995 ihre eigene „Republik Awdal“ aus.
Eine weitere Konferenz 1996/97 in Hargeysa führte – zusammen mit mehreren lokalen Friedensversammlungen zwischen einzelnen Unterclans – zum seither andauernden Frieden und bestätigte die Präsidentschaft Egals für die nächsten fünf Jahre. In dieser Zeit kam der Präsident seiner Verpflichtung nach, eine Verfassung für Somaliland vorzubereiten. Diese wurde 2001 in einem Referendum angenommen. Als nächste Schritte zur Demokratisierung sollten 2001 Kommunalwahlen und 2002 Präsidentschaftswahlen stattfinden. Verzögerungen bei der Vorbereitung und der Tod Egals 2002 führten zu einer einjährigen Verspätung bei der Umsetzung dieser Pläne. Wie in der Verfassung vorgesehen, übernahm der bisherige Vizepräsident Dahir Riyale Kahin das Präsidentenamt, worin er 2003 bestätigt wurde. 2002 fanden die Kommunalwahlen als erste Mehrparteienwahlen des Landes statt, 2005 wurde das Repräsentantenhaus gewählt.
Bei den Präsidentschaftswahlen 2010, die ursprünglich bereits 2008 hätten stattfinden sollen, gewann der Oppositionskandidat Ahmed Mohammed Mahamoud Silanyo.

## Außenpolitik
Zentrales Thema von Somalilands Außenpolitik ist das Bemühen um eine internationale Anerkennung seiner de facto bestehenden Unabhängigkeit. Es verweigerte die Teilnahme an gesamtsomalischen Friedensgesprächen und lehnte eine Wiedereingliederung in Somalia ab.
Die Übergangsregierung Somalias strebt weiterhin die Wiedereingliederung Somalilands an. Sie befasst sich derzeit aber kaum mit dieser Frage, da sie in Südsomalia mit erheblichem Widerstand von diversen Gegnern konfrontiert ist.

### Beziehungen zu Äthiopien
Mit dem angrenzenden Äthiopien unterhält Somaliland gute (wirtschaftliche) Beziehungen; seit dem Eritrea-Äthiopien-Krieg 1998–2000 wird ein Großteil der äthiopischen Exporte über den Hafen von Berbera abgewickelt, da Äthiopien die Häfen Eritreas (Massaua und vor allem Assab) nicht mehr nutzen kann. Diese Beziehungen stehen im Gegensatz zur von vielen Somali in anderen Gebieten empfundenen „traditionellen Feindschaft“ gegenüber Äthiopien und vor dem Hintergrund, dass viele Nordsomalier bereits den Ogadenkrieg Siad Barres gegen Äthiopien nicht unterstützt hatten und die SNM von Äthiopien gefördert worden war. Bislang haben sie jedoch nicht zu einer offiziellen Anerkennung durch Äthiopien geführt.
Äthiopien unterstützt zugleich auch die Übergangsregierung in Südsomalia gegen Islamisten und weitere Gegner und intervenierte dort von Ende 2006 bis Anfang 2009 militärisch. Diese Militärpräsenz war weitgehend unpopulär und wurde verbreitet als Besetzung betrachtet. Teile der somalischen Bevölkerung werfen Äthiopien vor, Somalia schwächen und fragmentieren zu wollen, um künftigen Ansprüchen auf ein Groß-Somalia vorzubeugen. Aus dieser Sicht betrachten sie die äthiopische Unterstützung für Somaliland als Teil dieser Strategie bzw. Somalilands Zusammenarbeit mit Äthiopien als Verrat.

### Beziehungen zur übrigen internationalen Gemeinschaft
Andere Staaten der Region lehnen aus verschiedenen Gründen eine Anerkennung von Somaliland ab. So befürchtet Dschibuti, dass bei einer Anerkennung der Hafen Berbera an Bedeutung gewinnen und damit zur Konkurrenz für den eigenen Hafen werden würde. Aus sudanesischer Sicht wäre die Anerkennung Somalilands auch ein Zeichen für die Unabhängigkeit Südsudans. Ägypten, das mit Äthiopien um die Verteilung des Nilwassers streitet, sähe die Entstehung eines Äthiopien freundlich gesinnten Staates ebenfalls ungern. Es befürwortet wie andere arabische Staaten – insbesondere Saudi-Arabien – ein geeintes Somalia als Gegengewicht zu Äthiopien, welches christlich geprägt ist und gute Beziehungen zu den USA und zu Israel unterhält.
Hauptgrund für die Zurückhaltung der übrigen internationalen Gemeinschaft ist die Befürchtung, eine Anerkennung Somalilands würde sich auf die Friedensbemühungen im übrigen Somalia negativ auswirken und von anderen nach Unabhängigkeit strebenden Gebilden als Präzedenzfall herangezogen werden. In Afrika gelten namentlich Südafrika, Sambia, Ruanda und Ghana als Unterstützer Somalilands. Sie zögern aber ebenso wie westliche Staaten mit einer Anerkennung, solange die Afrikanische Union diesen Schritt nicht tut. Innerhalb der Europäischen Union stehen namentlich Großbritannien sowie Dänemark und Schweden Somaliland positiv gegenüber, während vor allem Italien – ehemalige Kolonialmacht des übrigen Somalia – die Einheit Somalias aufrechterhalten möchte. Die USA unterstützen derzeit die Übergangsregierung; da sich diese bislang als weitgehend unpopulär und erfolglos erwiesen hat, befürworten manche außenpolitische und militärische Kreise unterdessen einen Wechsel der US-Unterstützung auf die Seite Somalilands. Somaliland hat sich als Standort für das Regionalkommando der US-Streitkräfte AFRICOM angeboten, nachdem dieses in weiten Teilen Afrikas auf Ablehnung gestoßen war.
Mangels Anerkennung erhielt Somaliland kaum äußere Unterstützung für seinen wirtschaftlichen und politischen Aufbau, was zum Teil durch die Geldüberweisungen im Ausland lebender Somaliländer wettgemacht wird. Manche Beobachter meinen, dass Somaliland gerade deshalb stärker in der eigenen Bevölkerung verankert sei und die negativen Auswirkungen einer Abhängigkeit von auswärtiger Hilfe vermeiden konnte. Im Gegensatz zu vielen afrikanischen Staaten hat Somaliland keine Auslandsschulden, da es keine Kredite der Weltbank oder des Internationalen Währungsfonds erhält.
Mittlerweile wird Somaliland in verschiedener Hinsicht praktisch wie ein Staat behandelt, ohne dass dies mit einer offiziellen Anerkennung verbunden ist. Diese Entwicklung wurde als „schleichende informelle und pragmatische Akzeptanz Somalilands als politische Realität“ beschrieben. So akzeptieren Dschibuti und Äthiopien somaliländische Pässe. Großbritannien, die EU und die USA haben die Durchführung von Wahlen unterstützt. Eine Reihe von internationalen Organisationen und Unternehmen, die in Somaliland aktiv sind, stehen in Kontakt mit somaliländischen Behörden und haben Abkommen mit diesen geschlossen. Präsident Dahir Riyale Kahin wurde 2008 in London und Washington von offiziellen Vertretern in Empfang genommen, und auch in Ägypten, Äthiopien, Frankreich, Italien, Kenia und Jemen wurden Vertreter Somalilands empfangen. Äthiopien unterhält ein Handelsbüro in Hargeysa, das faktisch einer Botschaft gleichkommt. Somaliland unterhält seinerseits in Äthiopien, Südafrika, Ghana, London und Brüssel offiziell anerkannte Vertretungen.
Somaliland ist Mitglied der UNPO und hat im Dezember 2005 einen Antrag auf Mitgliedschaft in der Afrikanischen Union gestellt. Eine Fact-finding mission der AU besuchte im April und Mai desselben Jahres Somaliland und sprach sich in ihrem Bericht vorsichtig für eine Anerkennung des Landes aus. Die AU-Vorgängerorganisation OAU hatte dies abgelehnt, da sie befürchtete, die Anerkennung einer Abspaltung könnte weiteren Unabhängigkeitskriegen in Afrika Vorschub leisten. Sie hatte seit ihrer Gründung an dem Prinzip festgehalten, dass die in der Kolonialzeit gezogenen Staatsgrenzen nicht verändert werden dürfen, um das Konfliktpotential zu verringern. Somaliland hält dem entgegen, dass es in der Kolonialzeit als Britisch-Somaliland ein eigenes abgegrenztes Gebiet war, das fünf Tage nach seiner anerkannten Unabhängigkeit freiwillig die Vereinigung mit Italienisch-Somaliland gewählt habe und diese nun in Übereinstimmung mit den kolonialen Grenzen wieder verlassen wolle. Völkerrechtlich stellt es sich auf den Standpunkt, dass es keine Sezession, sondern die Auflösung einer Union vollzogen habe.
Die International Crisis Group spricht sich in einem Bericht 2006 dafür aus, Somaliland Beobachterstatus in der AU, bei den Vereinten Nationen und in der regionalen Organisation IGAD einzuräumen und eine Anerkennung der Unabhängigkeit zu prüfen.

### Grenzstreit mit Puntland
Hauptartikel: Grenzstreit zwischen Somaliland und Puntland
Mit dem im Osten angrenzenden Gebiet Puntland, das sich 1998 für autonom erklärte, bestehen Differenzen bezüglich der Zugehörigkeit der Region Sool und der östlichen Teile der Regionen Sanaag und Togdheer. Da sich Puntland vor allem auf den Clan der Harti-Darod stützt und in diesen Gebieten ebenfalls Harti-Darod (von den Unterclans der Warsangeli und Dolbohanta) leben, erhebt Puntland Anspruch auf sie; Somaliland beruft sich hingegen auf den Grenzverlauf des Protektorats Britisch-Somaliland. Dass im umstrittenen Gebiet Erdölvorkommen vermutet werden, erhöht das Konfliktpotential. Dieser ungelöste Gebietsstreit ist ein weiterer Grund, weshalb die internationale Gemeinschaft Somaliland nicht anerkennt.
Das betreffende Gebiet ist ländlich geprägt, schwach entwickelt und dünn von viehzüchtenden Nomaden besiedelt, die immer wieder von Dürre betroffen sind. Die Dolbohanta und Warsangeli hatten Somaliland zunächst mehrheitlich unterstützt, fühlten sich jedoch zusehends gegenüber den Isaaq und Dir marginalisiert. Ein Teil von ihnen wandte sich deshalb nach 1998 Puntland oder später der im Jahr 2000 gebildeten Übergangsregierung Somalias zu.
Ab 2002 übernahm Puntland die Kontrolle über Teile des Grenzgebietes. 2004 und 2007 kam es zu Kämpfen. Warsangeli in Sanaag, die sowohl Puntland als auch Somaliland ablehnen und eine regionale Autonomie innerhalb eines künftig geeinten Somalia bevorzugen, riefen im Juli 2007 Maakhir als weiteren Teilstaat aus, im Mai 2008 proklamierten Dolbohanta in Sool aus ähnlichen Gründen den Northland State, deren politische Führer sich aber schon 2009 wieder an Parlamentswahlen in Puntland beteiligt haben.

### Somaliland und Exil-Somaliländer
Bedingt durch eine lange Tradition der Auswanderung zwecks Handelstätigkeiten, Ausbildung oder Arbeitssuche, und in jüngerer Zeit deutlich verstärkt infolge von Diktatur und Bürgerkrieg von den 1970er bis Anfang der 1990er Jahre, lebt heute eine große Zahl von Personen aus dem Gebiet Somalilands als Flüchtlinge und Wirtschaftsmigranten in arabischen Staaten, in Europa oder Nordamerika. Diese Exil-Somaliländer haben wesentlich zur Herausbildung Somalilands beigetragen, spielen weiterhin eine tragende Rolle für die Wirtschaft und engagieren sich zu einem großen Teil in der Politik Somalilands. Somaliland wurde daher auch als „transnationaler Staat“ bezeichnet, dessen Hauptstadt Hargeysa ist, von dem aber zahlreiche Bürger in der ganzen Welt verstreut leben und einen Großteil der Wirtschaftsleistung dort erbringen.
Praktisch alle Exil-Somaliländer überweisen regelmäßig Geld nach Somaliland, jährlich schätzungsweise 200 bis 500 Mio. US-Dollar (für ganz Somalia reichen die Schätzungen von 500 Mio. bis zu einer Milliarde). Etwa die Hälfte dieser Überweisungen geht direkt an Verwandte und trägt zu deren Haushaltseinkommen bei. Daneben fließen Geldüberweisungen auch an einheimische nichtstaatliche Organisationen oder in Form von Investitionen. Exil-Somaliländer finanzierten den Aufstand der SNM in den 1980er Jahren und engagierten sich im Friedensprozess Anfang der 1990er Jahre. Als Rückkehrer bringen sie in wachsender Zahl Qualifikationen und Erfahrungen mit, und sie stellen die wichtigste Finanzierungsquelle für die seit 2002 bestehenden Parteien dar. Vor allem Isaaq, die im Ausland leben, setzen sich dort für eine Anerkennung Somalilands ein.

## Innenpolitik
Die Unabhängigkeit scheint von weiten Teilen der Bevölkerung Unterstützung zu genießen. Die Organisationen Awdal Sool and Sanaag Coalition Against Secession ASSCAS, Northern Somali Unionist Movement NSUM und Northern Somalis for Peace and Unity NSPU, die sich gegen die Unabhängigkeitserklärung Somalilands richten, haben ihre Unterstützungsbasis vor allem in den Minderheitenclans, die sich zum Teil gegenüber der Isaaq-Mehrheit benachteiligt fühlen; es gibt aber auch Isaaq, welche die Unabhängigkeitserklärung ablehnen. Die Befürworter einer Wiedervereinigung mit Somalia beklagen Schwierigkeiten, diese Meinung frei zu äußern.
Weitreichende Folgen in der Innenpolitik hat das Bestreben, die politische Stabilität zu wahren. Dieses Bestreben ist stark ausgeprägt, weil zum einen die Instabilität in Süd- und Zentralsomalia als abschreckendes Beispiel wahrgenommen wird und zum anderen die Stabilität Somalilands ein zentrales Argument für seine Anerkennung darstellt.
Die inneren Probleme Somalilands entsprechen den typischen Problemen eines Entwicklungslandes: Die Wirtschaft ist seit der Unabhängigkeitserklärung gewachsen, doch bleibt Armut bis hin zu Hunger verbreitet. Infolge von Landflucht wächst die Arbeitslosigkeit in städtischen Gebieten. Es besteht Korruption und Mangel an qualifiziertem Staatspersonal. Die Regierung ist bestrebt, die Bildung der Bevölkerung und die Diversifizierung der Wirtschaft zu fördern, verfügt jedoch infolge der politischen Lage nur über ein begrenztes Budget von rund 20 bis 35 Mio. US-Dollar jährlich. Die Aussicht auf mehr Entwicklungshilfe wird unterschiedlich beurteilt: Der Hoffnung auf mehr finanzielle Mittel stehen Bedenken gegenüber, verstärkt vom Ausland abhängig zu werden und an Eigeninitiative zu verlieren. 2008 war auch Somaliland vom weltweiten Anstieg der Nahrungsmittelpreise betroffen, der zusammen mit Dürre und Inflation Teile der Bevölkerung existenziell gefährdete. Dies führte zusammen mit dem Streit um die Verschiebung der Präsidentschaftswahlen – die schließlich 2010 stattfanden – zu einer angespannteren innenpolitischen Lage.
Die Bedeutung des Islam als staatstragendes Element ist in der Verfassung festgeschrieben. Die Schari’a dient als Rechtsquelle neben Gewohnheitsrecht und modernem Recht. Die Religionsausübung ist traditionell eher gemäßigt. Es gibt jedoch fundamentalistische Strömungen, beeinflusst vom Wahhabismus, die eine strengere Anwendung islamischer Regeln befürworten. Die Regierung sieht in mutmaßlichen islamistischen Einflüssen der al-Qaida oder der südsomalischen Union islamischer Gerichte bzw. der al-Shabaab eine innere Gefahr. 2003 und 2004 ermordeten Islamisten vier ausländische Helfer, darunter Annalena Tonelli. In diesem Zusammenhang gab es mehrere Verhaftungen und Todesurteile. 2006 war ein islamischer Gerichtshof in Las Anod zeitweise der Union islamischer Gerichte angeschlossen, die jedoch nicht militärisch nach Somaliland vordrang. Am 29. Oktober 2008 wurden in Hargeysa – und zeitgleich in Boosaaso in Puntland – erstmals Selbstmordattentate verübt. Diese richteten sich gegen den Präsidentenpalast, das äthiopische Handelsbüro und das Büro des Entwicklungsprogramms der Vereinten Nationen.

### Rolle der Clans
siehe auch: Clansystem der Somali
Die Gesellschaft der Somali ist in Stämme oder Clans gegliedert. Jeder Somali gehört über seine väterliche Abstammungslinie zu einem Clan, der wiederum Teil eines größeren Clans ist etc., bis hin zu fünf oder sechs großen Clanfamilien, die sich auf einen gemeinsamen Stammvater zurückführen.
Der mit Abstand größte Clan in Somaliland sind die Isaaq, die einer Schätzung zufolge bis zu 80 % der Bevölkerung ausmachen. Ihnen benachbart sind im Westen in der Region Awdal die Dir (mit den Unterclans Gadabursi und Issa) und im Osten Harti-Darod (Warsangeli in Sanaag, Dolbohanta in Sool). Angehörige südsomalischer Clans (vor allem Rahanweyn, auch Hawiya und einige „somalische Bantu“) leben als Kriegsvertriebene und Wirtschaftsmigranten in Somaliland, ihre Zahl ist unbekannt. Während sich Somaliland als pluralistisches Gebilde aller Clans auf seinem Gebiet betrachtet, wird es im übrigen Somalia verbreitet als ein Projekt des Isaaq-Clans wahrgenommen. Manche Angehörige von Minderheitenclans in Somaliland, besonders Harti-Darod im umstrittenen Grenzgebiet, teilen diese Einschätzung.
Die Ältestenräte (guurti) und deren Versammlungen (shir beeleed), die im Clansystem friedensstiftende Funktion haben, waren entscheidend an der Ausrufung der Unabhängigkeit und der Herausbildung des Staatswesens beteiligt. Anders als in Süd- und Zentralsomalia, wo die italienische Kolonialmacht stärker in die inneren Verhältnisse eingegriffen und die Bedeutung solcher Räte geschwächt hatte, ist deren Position in Somaliland weitgehend intakt geblieben. Manche Beobachter begründen hiermit, dass der Friedensprozess in Somaliland gelang, während die Friedensbemühungen im übrigen Somalia unter Beteiligung der internationalen Gemeinschaft bislang erfolglos blieben. Nach 1993 wurden diese traditionellen Elemente in politische Strukturen nach modernem westlichem Vorbild einbezogen. Die Rolle der Ältestenräte im Staat wurde institutionalisiert, indem sie als Oberhaus des Parlaments eingebunden sind. Die Sitze im Unterhaus (Repräsentantenhaus) waren zunächst ebenfalls nach Clans verteilt, und die Clans ernannten ihre Abgeordneten. Die 2001 angenommene Verfassung und die anschließenden Mehrparteienwahlen 2002, 2003 und 2005 markierten den formalen Übergang von diesem clan-basierten politischen System hin zu einer Demokratie auf Basis von Parteien. Die Bedeutung von Clans in der Politik ist indes weiterhin groß.
So erwarten die Clans von Politikern aus ihren Reihen, dass sie die Interessen des Clans vertreten. Die Parteien sind jeweils clanpolitisch neutral und haben Vertreter aus allen Clans in ihren Reihen, jedoch unterstützen bestimmte Clans tendenziell bestimmte Parteien. Viele Wähler entscheiden nicht zuletzt nach Clanzugehörigkeit, und auch weil die Ressourcen der Parteien für Wahlkämpfe knapp sind, spielen die Netzwerke der Clans dafür eine bedeutende Rolle. So gingen von den Stimmen für die Regierungspartei UDUB bei den Parlamentswahlen 2005 31 % an Kandidaten aus dem Clan der Gadabursi-Dir und 20 % an Habar-Yunis-Isaaq. Von den Stimmen, die Kulmiye erhielt, gingen 31 % respektive 21 % an Kandidaten von den Habar-Toljaalo-Isaaq bzw. den Habar-Awal-Isaaq. UCID hatte ihre Unterstützungsbasis zunächst vor allem bei den Eidagalla-Isaaq, wurde 2005 aber auch von einem Teil der Habar-Yunis-Isaaq unterstützt, deren Kandidaten 34 % zu den Stimmen beitrugen. Tendenziell stellen die Parteien eher Kandidaten aus größeren Unterclans auf, weil sie sich von diesen mehr Stimmen erhoffen als von kleineren Gruppen. Auch Frauen werden vor allem deshalb weiterhin nur selten als Kandidatinnen aufgestellt und gewählt, weil Politik im Rahmen der Clans traditionell ausschließlich über die Männer funktioniert.
| Clans            | Sitze im Parlament vor den Wahlen 2005 | Sitze nach 2005 | Veränderung |
| ---------------- | -------------------------------------- | --------------- | ----------- |
| Isaaq            | 48 (59 %)                              | 57 (69,5 %)     | +9          |
| Gadabursi-Dir    | 10 (12 %)                              | 13 (16 %)       | +3          |
| Issa-Dir         | 5 (6 %)                                | 1 (1,2 %)       | −4          |
| Dolbohanta-Darod | 9 (11 %)                               | 6 (7,3 %)       | −3          |
| Warsangeli-Darod | 5 (6 %)                                | 4 (4,8 %)       | −1          |
| Hawiya           | 1 (1,2 %)                              | 1 (1,2 %)       | –           |
| Minderheiten     | 4 (4,8 %)                              | 0 (0 %)         | −4          |

Präsident Dahir Riyale Kahin ist Gadabursi-Dir. Von den 82 Mitgliedern des Repräsentantenhauses sind 57 oder 70 % Isaaq (20 UDUB, 20 Kulmiye, 17 UCID), 13 Gadabursi-Dir (7 UDUB, 3 Kulmiye, 3 UCD), 1 Issa-Dir (UDUB), 6 Dolbohanta-Darod (2 UDUB, 3 Kulmiye, 1 UCID), 4 Warsangeli-Darod (2 UDUB und 2 Kulmiye) und 1 Hawiya (UDUB). Damit haben bei den Wahlen 2005 vor allem Isaaq und daneben die Gadabursi-Dir Sitze gewonnen. Von den Isaaq konnten dabei die großen Unterclans Garhajis (Habar Yunis und Eidagalla), Habar Awal und Habar Toljaalo Sitzgewinne verzeichnen, während die kleineren Unterclans Ayub und Arab Sitze eingebüßt haben. Die Minderheiten (Gabooye, Araber, Gurgure-Dir, Jibraahiil-Majerteen-Harti-Darod) konnten keinen ihrer zuvor vier Sitze halten. Zu den Verlierern zählen wegen der niedrigen Wahlbeteiligung in Sanaag und Sool auch die Warsangeli und Dolbohanta. Die Issa-Dir sind vor allem deswegen markant schwächer vertreten, weil sie sich statt nach Somaliland vermehrt nach dem angrenzenden Dschibuti orientieren, wo sie die Bevölkerungsmehrheit stellen und die Politik dominieren.
Offene Konflikte zwischen Clans gibt es derzeit nicht, die Clans haben Anfang der 1990er Jahre Frieden geschlossen. Dabei wurde auf eine Aufarbeitung und Ahndung der gegenseitigen Menschenrechtsverletzungen im Bürgerkrieg verzichtet, sowohl bezüglich der Verbrechen der Staatsarmee an den Isaaq – mit teilweiser Unterstützung von Dir und Darod – als auch betreffend die Übergriffe der Isaaq-dominierten SNM (summarische Hinrichtungen von Regierungssoldaten, Angriffe auf Dilla und Hadaaftimo). Das Thema dieser Kriegsvergangenheit spielt eine gewisse Rolle in der heutigen Politik und zeigt Differenzen zwischen Isaaq und anderen Clans und zwischen der regierenden UDUB-Partei, von der manche Mitglieder im Staatsapparat zur Zeit des Barre-Regimes beteiligt waren, und der oppositionellen Kulmiye, der viele Veteranen der SNM angehören. So wird einerseits positiv hervorgehoben, dass Präsident Dahir Riyale Kahin dem Minderheitenclan der Gadabursi-Dir angehört, andererseits wird ihm seine Tätigkeit im berüchtigten National Security Service zur Last gelegt. Unterschiedliche Clanzugehörigkeiten spielen auch im Grenzstreit mit Puntland eine Rolle.

### Menschenrechte
Amnesty International kritisiert den Fortbestand der Todesstrafe und Fälle von umstrittenen Inhaftierungen und Gerichtsverfahren in Somaliland.
Medien und Oppositionsparteien halten sich generell mit Kritik an der Regierung zurück, um die politische Stabilität nicht zu gefährden. Während der Pressemarkt kaum reguliert, aber auf eine geringe Zahl von Lesern beschränkt ist, unterliegt das Radio als Medium mit der weitesten Verbreitung einer strengeren Kontrolle, und außer dem staatlichen Radio Hargeisa sind keine einheimischen Sender zugelassen. Die Meinungsfreiheit wird eingeschränkt, insbesondere was das Verhältnis zu Äthiopien und zum übrigen Somalia betrifft. So wurde ein wöchentlich erscheinendes Magazin verboten, nachdem es sich mit der Möglichkeit einer Wiedervereinigung mit Somalia befasst hatte. Im Januar 2007 wurden der Herausgeber und mehrere Journalisten der Tageszeitung Haatuf verhaftet, da sie mit ihren Korruptionsvorwürfen die Familie des Präsidenten „diffamiert“ hätten. Nach 86 Tagen in Haft wurden sie, auch auf Druck von lokalen Medien und im Ausland lebenden Somaliländern, begnadigt und freigelassen. Auch andere Journalisten, die sich mit Korruption befassten, wurden Opfer von Einschüchterungsversuchen.
Mehrfach wurden Asylsuchende aus den äthiopischen Regionen Somali und Oromia, die verdächtigt werden, die separatistische Ogaden National Liberation Front (ONLF) bzw. die Oromo-Befreiungsfront zu unterstützen, auf Verlangen der äthiopischen Regierung nach Äthiopien zurückgeschafft. Laut Menschenrechtsorganisationen droht diesen Personen dort willkürliche Inhaftierung und Folter. Ende 2007 wurden 24 Journalisten aus Mogadischu, die vor Übergriffen während der dortigen Kämpfe geflohen waren, aus Somaliland verwiesen, weil sie das verbündete Äthiopien kritisiert und damit die nationale Sicherheit gefährdet hätten. Diese Anordnung wurde jedoch nicht vollzogen.
Im Jahr 2007 versuchte der Dachverband lokaler Menschenrechtsorganisationen Somaliland Human Rights Organisations Network (SHURO Net) gerichtlich gegen die Regionalen Sicherheitskomitees vorzugehen, die Personen willkürlich festnehmen können und laut Kritikern verfassungswidrig sind. Im selben Jahr zerbrach SHURO Net aufgrund interner Streitigkeiten unter Einmischung der Regierung.
Auch das Verbot der Neugründung von Parteien und die damit zusammenhängenden Verhaftungen stießen auf Kritik von internationalen Menschenrechtsorganisationen. Die US-amerikanische Organisation Freedom House bezeichnet Somaliland bezüglich der politischen Freiheit als „teilweise frei“, während das übrige Somalia als „unfrei“ eingestuft wird.
Frauen sind in der Politik kaum vertreten. Die Parteien befürworten eine Stärkung ihrer politischen Rolle, zögern aber, Frauen als Kandidatinnen aufzustellen, weil sie darin vor allem die Gefahr von Stimmenverlusten sehen. Bei den Parlamentswahlen 2005 waren von 246 Kandidaten sieben Frauen, wovon zwei (für Kulmiye in Awdal und für UDUB in Sanaag) gewählt wurden. Frauenorganisationen haben daher Frauenquoten für das Parlament gefordert. Die als Gaboye zusammengefassten, einige Zehntausend Personen umfassenden Minderheitengruppen (Yibir, Madhibaan, Tumaal etc.), die traditionell auf bestimmte Berufe beschränkt sind und im Clansystem einen gesonderten Status haben, sind ebenfalls weiterhin von Diskriminierungen betroffen.

## Politische Parteien
Gemäß der 2001 angenommenen Verfassung durften freie politische Parteien gegründet werden und an den Kommunalwahlen 2002 teilnehmen. Allerdings würden nur die drei in den Kommunalwahlen wählerstärksten Parteien an den Präsidentschaftswahlen und an allen zukünftigen Wahlen teilnehmen dürfen. Mit dieser Regelung sollte verhindert werden, dass kleine Splitterparteien entstehen, die lediglich die Interessen eines bestimmten Clans oder einer Region vertreten. Nach dem Ergebnis der Kommunalwahlen erreichten die Präsidentenpartei UDUB (Ururka Dimuqraadiga Ummadda Bahawday, Union der Demokraten) sowie Kulmiye (Solidarität) und UCID (Ururka Caddaalada iyo Daryeelka, Partei für Gerechtigkeit und Entwicklung) die dauerhafte Zulassung.
Die 2001 von Präsident Egal gegründete UDUB stellte seit ihrer Gründung bis 2010 den Präsidenten. Sie steht vor allem für Kontinuität in der Politik und verweist auf die Leistungen und Erfolge der bestehenden Regierung. Die Kulmiye-Partei hat viele Veteranen aus dem Krieg der SNM gegen Siad Barre als Parteigrößen, appelliert an den Patriotismus der Wähler und bemüht sich insbesondere auch um Frauen und junge Wähler. UCID ist von zurückgekehrten Exil-Somaliländern aus skandinavischen Ländern geprägt, vertritt von den drei Parteien am ehesten ein bestimmtes Programm und setzt sich für eine liberale Demokratie sowie für die Errichtung eines Wohlfahrtsstaates nach westlichem Vorbild ein. Die Oppositionsparteien Kulmiye und UCID bildeten 2005 eine Koalition und verfügen damit über die Mehrheit der Stimmen im Repräsentantenhaus. Alle Parteien lehnen einen Wiederanschluss an Somalia kategorisch ab und betonen die Fortführung von Unabhängigkeit, Stabilität und Demokratie.
Während die Begrenzung der Parteienzahl an sich weitgehend akzeptiert wird, ist es in Somaliland umstritten, ob die drei zulässigen Parteien für immer UDUB, Kulmiye und UCID sein sollen oder ob neue Bewerber erlaubt werden sollten. Ende Juli 2007 wurden drei Führungsmitglieder der illegal neugegründeten politischen Vereinigung Qaran (Nation) inhaftiert. Im Oktober wurden sie wegen Ausübung unautorisierter politischer Tätigkeiten zu drei Jahren und neun Monaten Gefängnis sowie zum Verlust des Wahlrechts für fünf Jahre verurteilt, bald darauf wurden sie begnadigt.

## Politische Strukturen

### Regierung
Die Exekutive umfasst den Präsidenten als Staatsoberhaupt und Regierungschef, den Vizepräsidenten und den Ministerrat (Council of Ministers). Der Präsident wird zusammen mit dem Vizepräsidenten vom Volk höchstens zweimal für eine Amtszeit von fünf Jahren gewählt. Er ernennt und entlässt die Minister, wobei diese Entscheide zusätzlich vom Parlament abgesegnet werden müssen.
Obwohl die Minister in erster Linie nach ihrer Qualifikation ausgewählt werden sollten, haben die bisherigen Präsidenten jeweils Minister aufgrund von deren Clanzugehörigkeit ernannt, um sich die Unterstützung der entsprechenden Clans zu sichern. Die Zahl der Minister ist von 19 im Jahr 1993 auf über 30 angestiegen.
Die Exekutive hat deutlich mehr Gewicht als Parlament und Justiz, sodass das Machtgleichgewicht zwischen den drei Gewalten und eine wirksame Gewaltenteilung, obschon in der Verfassung vorgesehen, nicht gegeben sind.

### Parlament

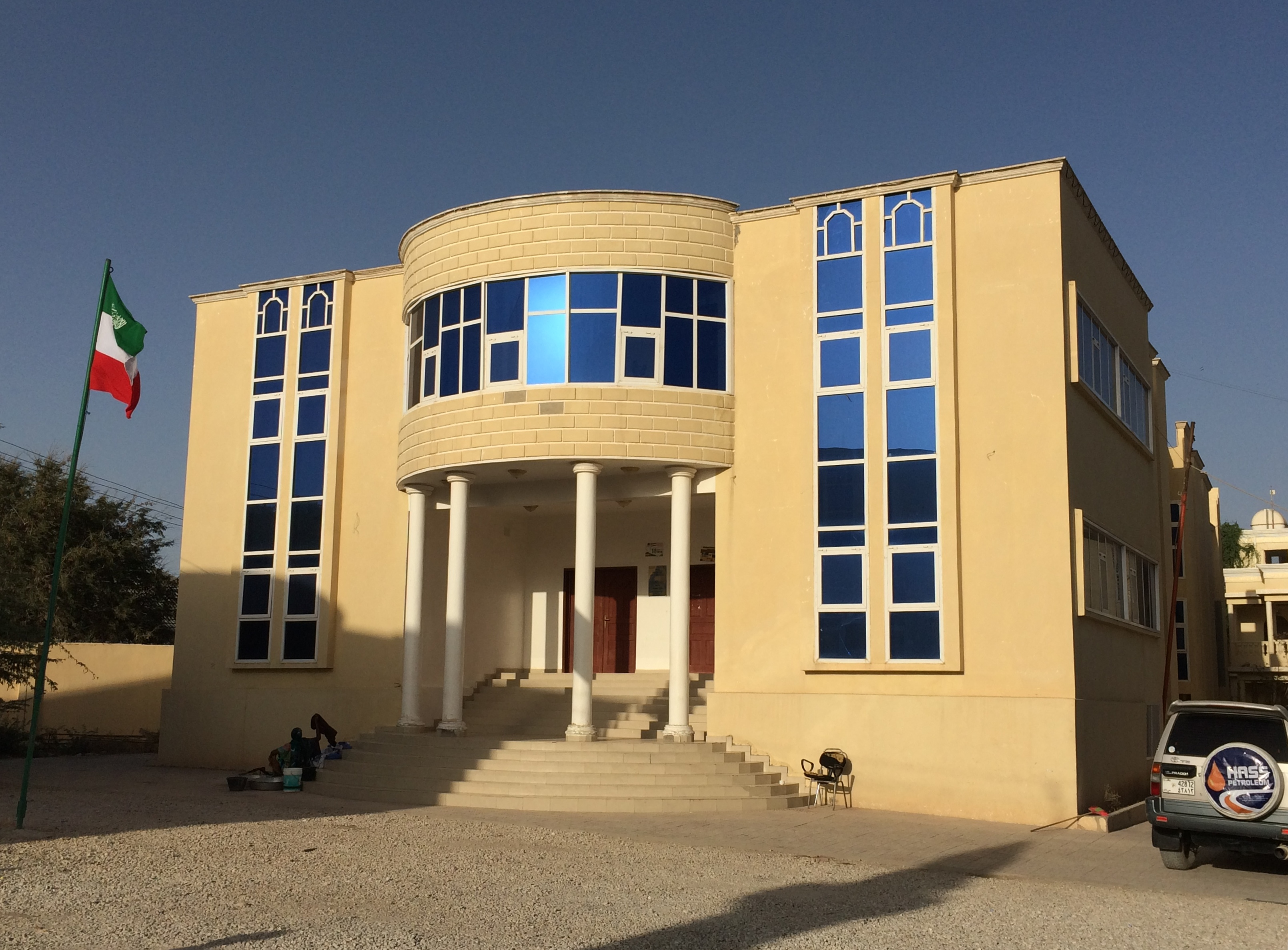
Das Repräsentantenhaus (Golaha Wakiilada) in Hargeisa

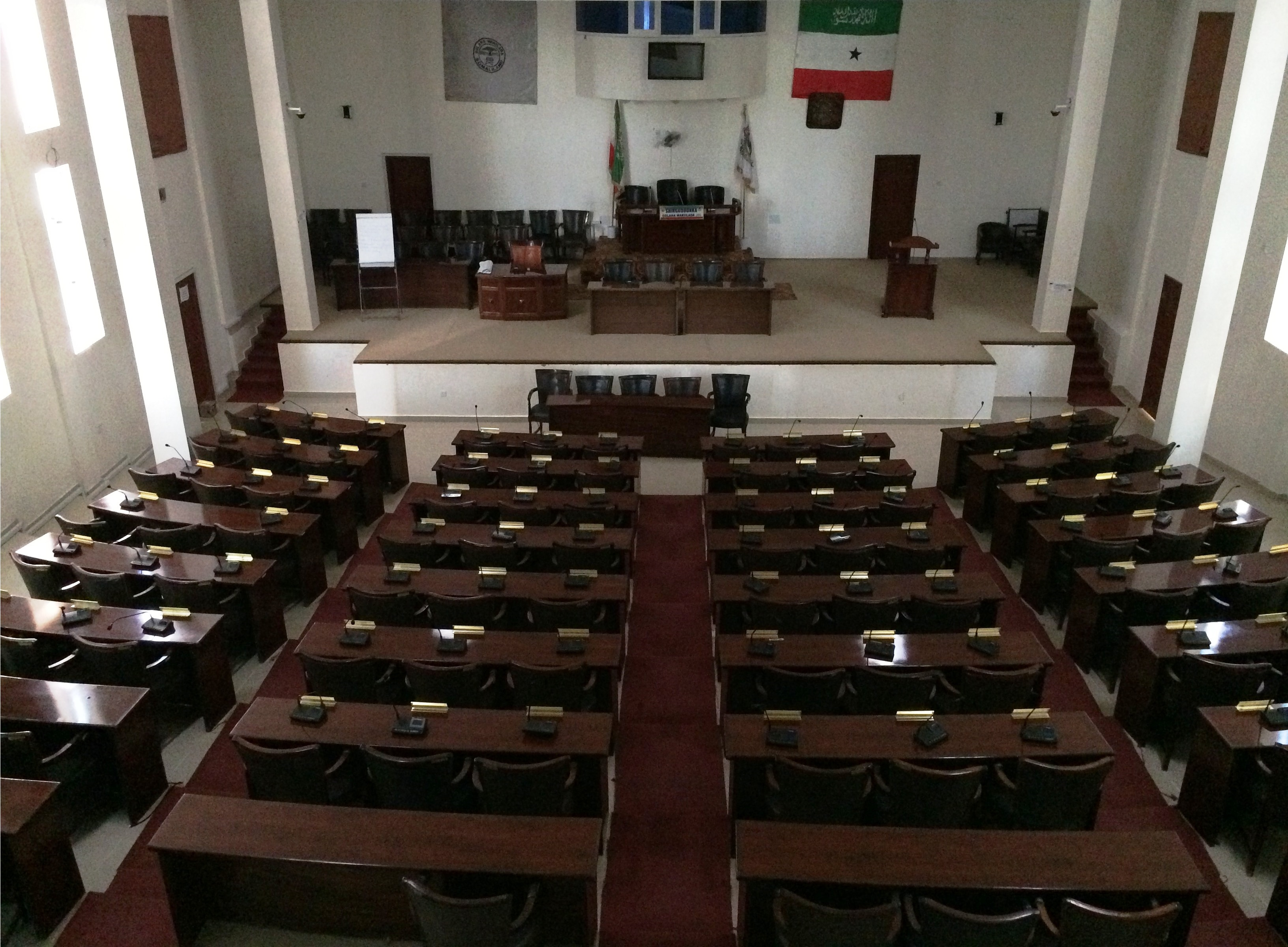
Tagungsraum, Repräsentantenhaus

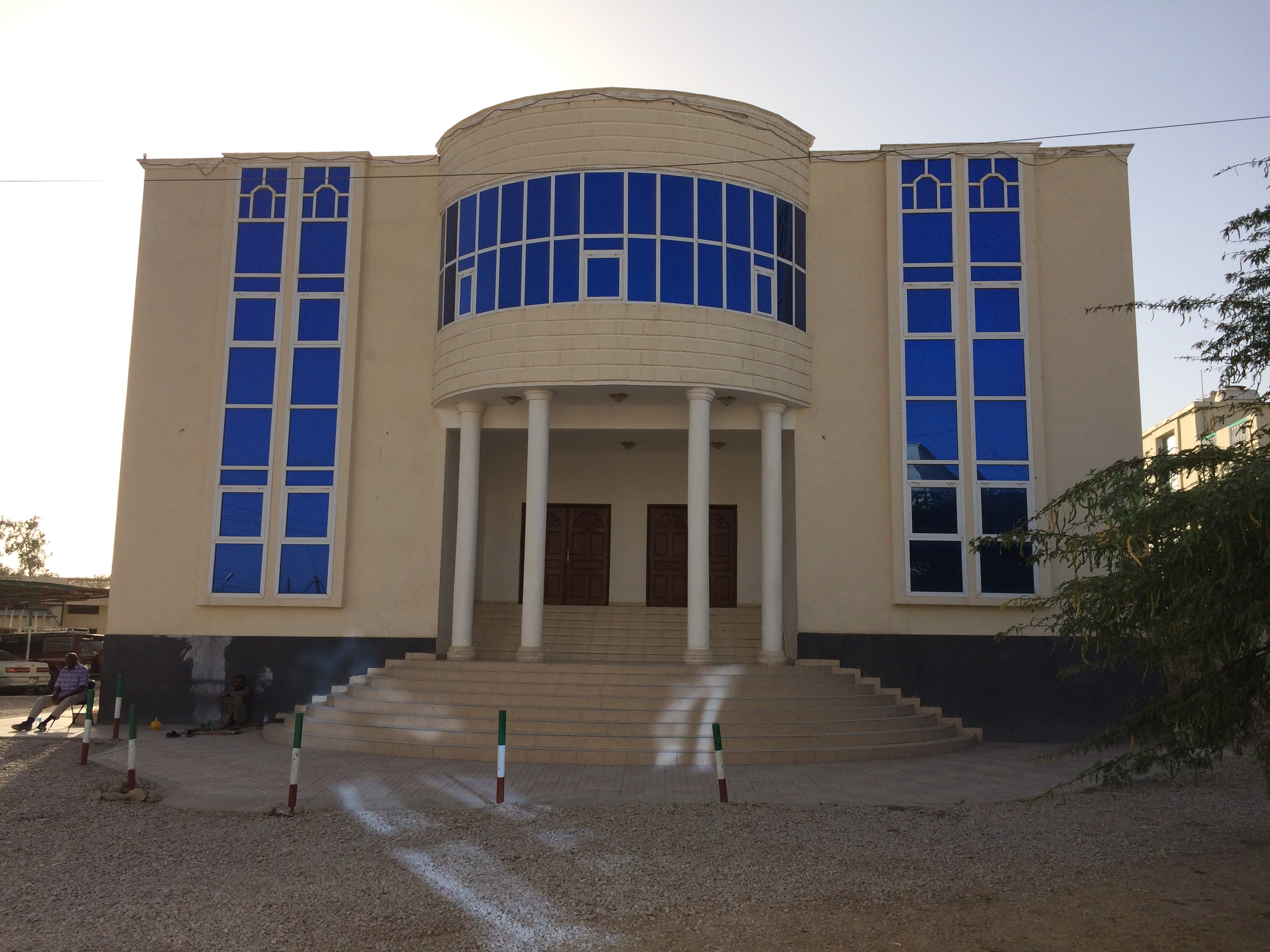
Der Ältestenrat (Golaha Guurtida)

Das Parlament (Somali Baarlamaanka) besteht aus zwei Kammern, dem Ältestenrat (englisch House of Elders, Somali Golaha Guurtida oder kurz Guurti) und dem Repräsentantenhaus (House of Representatives bzw. Golaha Wakiilada), die beide jeweils 82 Mitglieder haben.
Die Mitglieder des Repräsentantenhauses werden vom Volk für eine Amtszeit von fünf Jahren gewählt, wie es in den Wahlen 2005 erstmals geschah. Die Sitze sind wie in der untenstehenden Tabelle angegeben nach Verwaltungsregionen verteilt:
| Region                           | Anz. Sitze |
| -------------------------------- | ---------- |
| Awdal                            | 13         |
| Hargeysa (südl. Woqooyi Galbeed) | 20         |
| Saaxil (nördl. Woqooyi Galbeed)  | 10         |
| Sanaag                           | 12         |
| Sool                             | 12         |
| Togdheer                         | 15         |

In der Institution des Ältestenrates sind die traditionellen Ältestenräte der Clans in ein modernes Staatssystem eingebunden. Dieser Rat hat vor allem Beraterfunktion sowie eine besondere Verantwortung für Gesetze betreffend Sicherheit, Religion und Kultur. Seine Mitglieder werden von den Clans bestimmt und haben eine sechsjährige Amtszeit. Die Frage, ob auch sie künftig durch Volkswahl bestimmt werden sollten, ist Gegenstand politischer Debatten.
Um für einen Sitz im Repräsentantenhaus kandidieren zu können, muss ein Bürger Muslim und mindestens 35 Jahre alt sein, zumindest die Sekundarschule besucht haben, nicht innerhalb der letzten fünf Jahre vorbestraft sein und zur Erfüllung seiner Aufgaben imstande sein. Staatsangestellte können nur antreten, wenn sie dafür von ihrer Beschäftigung beim Staat zurücktreten. Für den Ältestenrat gelten dieselben Anforderungen, mit Ausnahme dessen, dass das Mindestalter bei 45 Jahren liegt und gute Kenntnis der Religion und der Traditionen verlangt wird.

### Justizwesen
Das Justizsystem umfasst die Distrikt- und Regionalgerichte als erstinstanzliche Gerichte, die Appellationsgerichte in jeder Region und als höchste Instanz das Oberste Gericht und Verfassungsgericht in Hargeysa. Im August 2006 gab es in Somaliland insgesamt 33 Gerichte mit 87 Richtern.
Als Rechtsquellen dienen das Gewohnheitsrecht der Somali (heer oder xeer), das islamische Recht (Schari’a) und modernes (britisches und italienisches) Recht. Diese widersprechen sich vielfach erheblich. Die in der Schari’a vorgesehenen Körperstrafen für gewisse Verbrechen werden nicht angewandt, da solche Fälle nach Gewohnheitsrecht mit Kompensationszahlungen abgehandelt werden und die Verfassung körperliche Bestrafungen verbietet.
Somalilands Justizwesen gilt als einziges funktionierendes und einigermaßen rechtsstaatlichen Kriterien entsprechendes solches System in Somalia. Allerdings gab es mehrere umstrittene, von internationalen Menschenrechtsorganisationen als unfair bezeichnete Verfahren (vgl. Menschenrechte). Es bestehen Zweifel an der Qualifikation der Richter und an der Unabhängigkeit der Justiz von der Regierung, und die Gerichte gelten als unzureichend ausgestattet.

### Regionale und lokale Verwaltung
Somaliland umfasst fünf der 18 Verwaltungsregionen Somalias: Awdal, Sanaag, Sool, Togdheer und Woqooyi Galbeed. Der Küstenstreifen von Woqooyi Galbeed wurde 1996 abgetrennt und bildet seither eine sechste Region Saaxil (Sahil) mit der Hafenstadt Berbera als Hauptstadt. Der übrige Teil von Woqooyi Galbeed wird zum Teil nach der Hauptstadt als Region Hargeysa bezeichnet.
Diese Regionen waren gemäß der Verwaltungsgliederung Somalias in 21 Distrikte unterteilt. Seit der Gründung Somalilands wurden die Distrikteinteilungen verändert und rund 20 neue Distrikte geschaffen, nicht zuletzt um durch die Vergabe von Distriktratsämtern das Wohlwollen von Personen oder Clans für die Regierung zu gewinnen. Dabei wurden die Grenzen der neuen Distrikte oft nicht genau festgelegt, sodass bis 2002 die tatsächliche Zahl der Distrikte unklar war.
Das Regionen- und Distriktgesetz von 2002 formalisierte die Verwaltungsgliederung mit sechs Regionen und 23 Distrikten, in denen Kommunalwahlen für die Distrikträte (district councils) stattfinden würden. Die Distrikte wurden nach Fläche, Bevölkerungszahl und -dichte, Wirtschaft und Produktion in Grade von A bis D eingeteilt, wobei A der höchste und D der niedrigste Grad ist. A-Distrikte haben Distrikträte mit 21 Mitgliedern, B-Distrikte 17, C-Distrikte 13 und D-Distrikte neun, die Hauptstadt Hargeysa hat einen Gemeinderat mit 25 Mitgliedern. Die Distrikträte werden von den Wahlberechtigten des Distrikts direkt gewählt – erstmals in den Kommunalwahlen 2002 – und bestimmen ihrerseits die Bürgermeister. In vier Distrikten der umstrittenen Regionen Sool und Sanaag wurden die Kommunalwahlen aus Sicherheitsgründen nicht durchgeführt, womit dort keine mit der somaliländischen Regierung verbundene Verwaltung existiert. In den 19 Distrikten mit gewählten Distrikträten bestehen Polizei- und Justizstrukturen, und Steuereinnahmen werden an die Zentralregierung weitergeleitet, die ihrerseits den Distrikten Mittel für die Bezahlung von Beamten, darunter Lehrern und Gesundheitsarbeitern, zur Verfügung stellt. Die meisten Distrikte sind mangels eigener Ressourcen finanziell weitgehend von der Zentralregierung abhängig.
Die Regionen werden von Regionalräten regiert, die sich aus den gewählten Bürgermeistern zusammensetzten. Diesen stehen Gouverneure vor, die von der Zentralregierung ernannt werden.
Im März 2008 kündigte Präsident Dahir Riyale Kahin die Schaffung von sechs neuen Regionen und 16 Distrikten an. Dieses Vorhaben ist innenpolitisch umstritten, Kritiker warfen dem Präsidenten vor, die administrativen Grenzen zu seinen eigenen Gunsten zu verändern.

### Polizei und Militär
Nach der Konferenz von Boorama 1993 wurden die Einheiten der Rebellenbewegung SNM und weitere Milizen – 1991 schätzungsweise 40.000 Mann – demobilisiert oder in die Polizeikräfte und die neu gebildete nationale Armee Somalilands integriert. Die Clans waren entsprechend dem Friedensabkommen von Boorama dafür zuständig, ihre Bewaffneten für die Sicherheitskräfte zur Verfügung zu stellen oder sie zu entwaffnen und die Waffen der Regierung auszuhändigen. Die Polizei setzte weitgehend durch, dass Waffen nicht mehr in der Öffentlichkeit getragen werden.
Die Sicherheitskräfte wurden seither abgebaut, 2003 umfassten sie nach Angaben der Regierung und der Vereinten Nationen rund 17.000 Personen und kosteten 50 bis 70 Prozent des Staatsbudgets, hauptsächlich für Soldzahlungen. Durch die Einbindung der Milizen in die staatlichen Sicherheitskräfte und ihre Bezahlung durch den Staat konnte verhindert werden, dass sie sich – wie in Südsomalia – verselbständigten und zu Banditentum und Plünderungen übergingen; allerdings sind die hohen Ausgaben hierfür auch umstritten.
In allen sechs Regionen bestehen Regionale Sicherheitskomitees, denen jeweils der Gouverneur, der Polizeikommandant, der Attorney General, der Armeekommandant und der Kommandant des Custodial Corps der Region sowie der Bürgermeister der Regionshauptstadt angehören. Diese Komitees können Personen ohne Anklage, Prozess und Beweise inhaftieren lassen. Sie wurden unter Siad Barre als Repressionsinstrumente geschaffen und in Somaliland unter Präsident Egal wieder eingeführt. Sie stehen in der Kritik von Menschenrechtsorganisationen, da sie das Recht auf einen fairen Prozess missachten und zudem verfassungswidrig seien.

### Wahlrecht
Das aktive Wahlrecht besitzen alle Bürger ab dem Alter von 16 Jahren, mit Ausnahme von Gefängnisinsassen. Für die Lokal- und Parlamentswahlen gilt ein Verhältniswahlrecht, die Wahl von Präsident und Vizepräsident erfolgt nach Mehrheitswahlrecht.
Das passive Wahlrecht ist für Nichtmuslime eingeschränkt, da die Zugehörigkeit zum Islam Voraussetzung für die Wählbarkeit in diverse politische Ämter ist.